# Općina Divača
Općina Divača (slo.:Občina Divača) je općina u jugozapadnoj Sloveniji u pokrajini Primorskoj i statističkoj regiji Obalno-kraškoj. Središte općine je naselje Divača s 1.333 stanovnika. 

## Stanovništvo
Prema popisu stanovništva iz 2001. godine većini stanovništva materinji jezik bio je slovenski 3,121 (81,5%), zatim hrvatski 189 (4,9%), srpskohrvatski 129 (3,4%), srpski 99 (2,6%) i bošnjački 82 (2,1%). 2.075 stanovnika ili 54,2% stanovništva su katolici.

## Zemljopis
Općina Divača nalazi se na jugozapadu Slovenije u blizini granice s Italijom. Općina se prostire u zaleđu Tršćanskog primorja. 

## Naselja u općini
Barka, Betanja, Brežec pri Divači, Dane pri Divači, Divača, Dolenja vas, Dolnje Ležeče, Dolnje Vreme, Famlje, Gabrče, Goriče pri Famljah, Gornje Ležeče, Gornje Vreme, Gradišče pri Divači, Kačiče-Pared, Kozjane, Laže, Matavun, Misliče, Naklo, Otošče, Podgrad pri Vremah, Potoče, Senadole, Senožeče, Vareje, Vatovlje, Vremski Britof, Zavrhek, Škocjan, Škoflje

## Vanjske poveznice
- Službena stranica općine